# Crinum humile
Crinum humile är en amaryllisväxtart som beskrevs av Herb.. Crinum humile ingår i släktet Crinum, och familjen amaryllisväxter. Inga underarter finns listade i Catalogue of Life.

## Bildgalleri

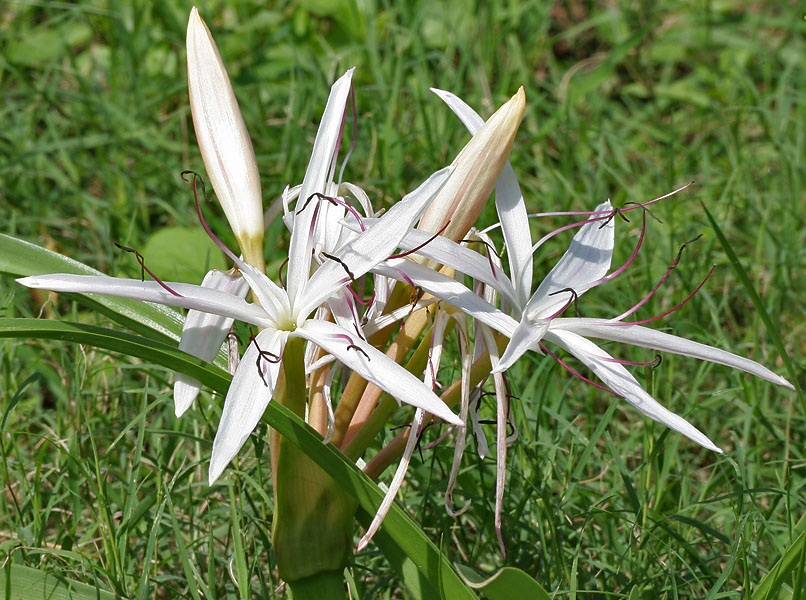
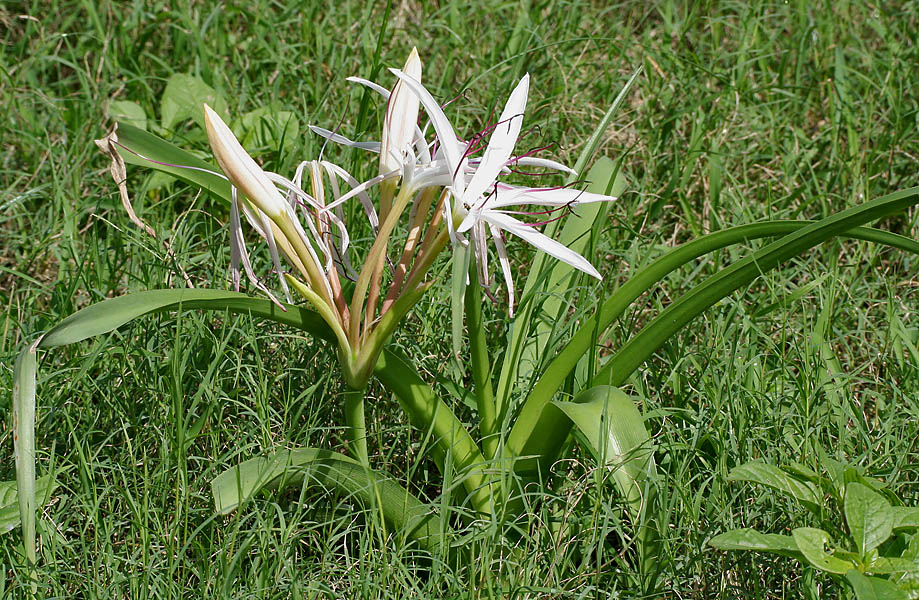